# Архів Кабінету національніх меншин України
Архів Кабінету національних меншин України — комплекс документів, зібраних у 1920-х рр. українським вченим Євгеном Рихліком в процесі створення та розбудови Кабінету національних меншин України при Етнографічній комісії Всеукраїнської Академії наук для подальшого всебічного вивчення національностей, які мешкали на українських теренах.

## Історія створення

Євген Антонович Рихлік після арешту

В основу наукового архіву Кабінету нацмен покладена колекція Євгена Рихліка (1888—1937) — вченого-славіста, філолога, краєзнавця, етнолога, педагога та громадського діяча чеського походження. З 17 липня 1920 р. до осені 1924 р. він проводив монографічне дослідження села Вільшанка на Житомирщині — своєї малої батьківщини, де зібрав унікальні матеріали з історії та культури українських чехів. Повернувшись до Києва і очоливши чеську трудову школу № 105 на Шулявці, вчений продовжував збирати колекцію, доповнивши її документами, фотографіями, рукописами, які стосувалися київських чехів. Згодом, працюючи над створенням спеціального наукового центру дослідження національних меншин України загальнореспубліканського значення, він проводив аналогічну роботу з пошуку та концентрації матеріалів стосовно усіх національностей, представлених в УСРР.
28 січня 1929 р. постановою Президії ВУАН був утворений Кабінет нацмен при Комісії української етнографії, яка після перейменування називалася Етнографічною комісією. 27 лютого 1929 р. члени Етнографічної комісії того ж року одноголосно обрали вченого на посаду керівника Кабінету нацмен.
За короткий термін свого керування Кабінетом нацмен Є. Рихлік започаткував «Архів національних меншин України».